# Jolly Racing
Jolly Racing è una squadra motociclistica con sede a Piacenza. È specializzata in Enduro e ha lavorato anche in Supermotard per qualche anno. Il team faceva capo a Franco Mayr, che nel 2007 cede ad Alessandro Tramelli la società mantenendo la funzione di team manager. Dal 2016 il team torna sotto la totale gestione del fondatore.
Iscritta dal 1987 al campionato mondiale di enduro, nei successivi venticinque anni di partecipazione ha vinto 18 titoli mondiali.
Dopo alcuni anni passati con Kawasaki e Yamaha, dal 1996 inizia il sodalizio con Honda che dal 2009 ha avuto una presenza ancora più incisiva grazie all'intervento di Honda Europa. Il team detiene il record raggiunto con Mika Ahola di 5 conquiste consecutive del mondiale enduro comprendenti tutte le classi (E1-E2-E3). 